# Martin Keown
Martin Raymond Keown (* 24. Juli 1966 in Oxford) ist ein ehemaliger englischer Fußballspieler. Der Defensivspieler, der zumeist in der Innenverteidigung oder im Mittelfeld eingesetzt werden konnte, war besonders für seine lange Zugehörigkeit zum FC Arsenal bekannt. Mit den „Gunners“ gewann er jeweils drei englische Meisterschaften (1998, 2002 und 2004) und FA-Cup-Trophäen (1998, 2002 und 2003). Darüber hinaus absolvierte er 43 A-Länderspiele für die englische Nationalmannschaft und bei zwei Welt- (1998 und 2002) und Europameisterschaften (1992 und 2000) stand er im Kader der „Three Lions“.

## Sportlicher Werdegang

### Vereinskarriere

#### FC Arsenal, Teil 1 (1980–1986)
Keown wuchs in der Universitäts- und Industriestadt Oxford auf. Von dort führte ihn sein fußballerischer Weg als 14-jähriger Schüler im Oktober 1980 nach London zum FC Arsenal. Rund anderthalb Jahre später stattete ihn der Verein im Juni 1982 mit einem Ausbildungsvertrag aus, bevor Keown im Januar 1984 in die Profiabteilung aufstieg. Auf das Debüt in einem Ligaspiel musste er zunächst noch etwas warten und erst als er an den Zweitligisten Brighton & Hove Albion ausgeliehen wurde, feierte er bei Manchester City am 23. Februar 1985 seinen Einstand. In Brighton absolvierte er insgesamt 25 Pflichtspiele und war auch noch zu Beginn der Saison 1985/86 tätig, bevor er zu den „Gunners“ zurückkehrte. Dort entwickelte er sich im Defensivzentrum stetig zu einer festen Größe und schien durch seine Dauereinsätze in der Rückrunde zum Stammspieler zu werden. Der neue Trainer George Graham legte sich jedoch früh auf den aufstrebenden Tony Adams als neuen Partner von David O’Leary fest und so ließ ihn der Klub im Juni 1986 für 200.000 Pfund zu Aston Villa ziehen.

#### Aston Villa (1986–1989)
In Birmingham war Keown sofort in den Abstiegskampf des Vereins involviert. Aston Villa hatte nur eines der ersten acht Ligaspiele gewonnen und in der Folge Trainer Graham Turner entlassen. Er war anschließend unter Turners Nachfolger Billy McNeill eine der wenigen Neuverpflichtungen, die zu überzeugen wussten und als Innenverteidiger eroberte er sich schnell einen Stammplatz. Wegen der schwachen Mannschaftsleistungen stieg der Klub aber in der Spielzeit 1986/87 ab. In seiner zweiten Spielzeit bildete er an der Seite von Allan Evans sowie später mit Steve Sims ein solides Abwehrzentrum, das mitverantwortlich dafür war, dass der Klub nach nur einem Jahr unter dem neuen sportlichen Verantwortlichen Graham Taylor in die Eliteklasse zurückkehrte. Dabei verpasste Keown nur die letzten zwei Ligapartien und insgesamt gelangen ihm drei Tore, darunter der Siegtreffer im Januar 1988 gegen Ipswich Town. In seinem dritten und letzten Jahr bei den „Villans“ fand sich Keown zwar erneut weit unten in der Tabelle wieder, aber mit seinen konstanten Darbietungen empfahl er sich für „höhere Aufgaben“ und nach dem knappen Klassenerhalt wechselte er im Sommer 1989 für 750.000 Pfund zum FC Everton – die Höhe der Ablösesumme legte ein neutrales „Transfertribunal“ fest.

#### FC Everton (1989–1993)
Keowns Einstand bei den „Toffees“ verlief durchwachsen und der Neuling tat sich zunächst schwer, den höheren Ansprüchen des in der oberen Tabellenhälfte agierenden Klubs gerecht zu werden – zumal seine Rolle anfänglich auf die des Ersatzmanns hinter der Stammspielern Dave Watson und Kevin Ratcliffe beschränkt war. Stetig schritt fortan seine Entwicklung voran und neben seiner Zweikampfstärke wurde seine ruhige und intelligente Spielweise gerühmt. Dazu zeigte er sich für einen Abwehrspieler außergewöhnlich schnell, wodurch er auch bei Offensivaktionen Optionen anbot. In der Rückbetrachtung galt er als der beste von elf großen Transfers in der Ära von Trainer Colin Harvey, der 1987 das schwere Erbe von Meistertrainer Howard Kendall angetreten hatte und nun nicht mehr über einen Platz im oberen Mittelfeld hinauskam. Spätestens nach Kendalls Rückkehr im November 1990 hatte sich Keown einen festen Platz in der Mannschaft erarbeitet, wobei er gleichsam als klassischer Außenverteidiger oder als dritter Verteidiger in einer Dreierkette zum Einsatz kam. In der Spielzeit 1991/92 profitierte er auch davon, dass sich die Zeit des altgedienten Ratcliffe dem Ende zuneigte und obwohl der Klub ins untere Mittelfeld abrutschte, waren Keowns Leistungen derart angesehen, dass er im Februar 1992 seine erste Chance in der englischen A-Nationalmannschaft bekam.
Zu Beginn der anschließenden Spielzeit 1992/93 verpasste Keown die ersten beiden Monate verletzungsbedingt, bevor er zu einer Mannschaft zurückkehrte, die sich zunehmend sportlichen Problemen ausgesetzt sah. Im Februar 1993 unterschrieb Keown dann überraschend erneut einen Vertrag bei seinem alten Verein FC Arsenal. Die Ablösesumme betrug zwei Millionen Pfund.

#### FC Arsenal, Teil 2 (1993–2004)
Da Keown für Everton bereits in der laufenden Saison sowohl im FA Cup als auch im Ligapokal gespielt hatte, war er in beiden Wettbewerben für Arsenal gesperrt und so konnte er keinen Beitrag zu den beiden Pokalerfolgen der „Gunners“ leisten. Dessen ungeachtet spielte er sich in Ligapartien in die Stammformation, was besonders zu Lasten von Steve Bould ging. Keown, Bould und dazu Andy Linighan konkurrierten fortan stetig um den Platz an der Seite des „gesetzten“ Tony Adams in einer Abwehr, die damals als die stabilste Premier-League-Verteidigung angesehen wurde. Dabei hatte Keown in der Spielzeit 1993/94 zunächst die „Nase vorn“. Jedoch verpasste er auch Arsenals dritten Pokalerfolg Anfang Mai 1994, als er verletzungsbedingt beim Finalsieg gegen die AC Parma im Europapokal der Pokalsieger pausieren musste – lediglich in den ersten beiden Runden hatte er vier Partien absolviert, bevor ihn Bould ab dem Viertelfinale ersetzte.
Besondere Qualitäten zeigte Keown auch in seiner Eigenschaft als „Manndecker“ und da er gleichsam in der Abwehrmitte als auch im defensiven Mittelfeld eingesetzt werden konnte, war er in der Lage, sich sowohl um Mittelstürmer als auch um die kreativen offensiven Mittelspieler des Gegners zu „kümmern“. Dazu half er gelegentlich als Außenverteidiger aus und beim 2:2 bei Nottingham Forest gelang ihm am 3. Dezember 1994 sein erstes Pflichtspieltor für Arsenal. Nach Verletzungen bei Bould und Adams kehrte Keown nach anfänglichen Mittelfeldeinsätzen in der Saison 1995/96 in die Abwehrformation zurück. Unter dem neuen Trainer Bruce Rioch belegte er dabei eine der drei Verteidigerspositionen in der zwischenzeitlich eingeführten Dreierabwehrkette und zum Ende der Spielzeit führte er die Mannschaft häufiger als Kapitän an.
Als schließlich Arsène Wenger in der Saison 1996/97 als neuer Arsenal-Trainer eine neue Ära einleitete, behielt Keown seinen Platz in der Mannschaft und obwohl das Team im Kampf um die englische Meisterschaft knapp scheiterte, war der dritte Rang respektabel. Dazu hatte die Abwehr erneut ligaweit die wenigsten Gegentreffer kassiert und Keown konnte unter Wenger mehr denn je neben seinen kämpferischen Qualitäten die in ihm steckenden technischen Fertigkeiten im Kurzpassspiel zeigen. In der Spielzeit 1997/98 gewann Keown mit Arsenal das Double aus englischer Meisterschaft und FA Cup, wobei er zunächst bis Ende November 1997 verletzungsbedingt hatte pausieren müssen. In der entscheidenden Phase verdrängte er letztlich Bould in der Abwehrmitte und auch im Pokalfinale gegen Newcastle United (2:0) stand er in der Startelf. Dank seiner Kopfballstärke war er auch bei Standardsituationen stets gefährlich und in der Champions League erzielte er einen Siegtreffer gegen Panathinaikos Athen – in dem Wettbewerb scheiterte Arsenal jedoch bereits in der Gruppenphase. Zur Mitte der Saison 1999/2000 verpasste er einige Partien aufgrund einer Wadenverletzung und kurz nach seiner Rückkehr sorgte eine Handverletzung für eine weitere ungewollte Pause. Dennoch war er in der Regel an der Seite von Adams Stammspieler in der Abwehrmitte und in der Champions-League-Saison 2000/01 schoss er in den Schlussminuten zwei Tore zum 3:2-Sieg gegen Schachtar Donezk (nach einem 1:2-Rückstand).
In der Spielzeit 2001/02 gewann Keown mit Arsenal sein zweites Double aus englischer Meisterschaft und FA Cup. Abgesehen von einer zweimonatigen Verletzungspause wegen einer Fraktur im rechten Bein, die er sich im Spiel gegen die Blackburn Rovers einhandelte, trug er erneut wesentlich zum Erfolg bei und im Pokalfinale gegen den FC Chelsea (2:0) wechselte ihn Wenger nach 66 Minuten beim Stand von 0:0 für Sylvain Wiltord ein. Nach dem Karriereende von Adams bildete Keown in der Saison 2002/03 fortan das Abwehrzentrum mit Sol Campbell, aber auch in diesem Jahr plagten ihn einige Blessuren, darunter eine Oberschenkelverletzung, die er sich im September 2002 gegen die PSV Eindhoven zuzog und ihn zu einer erneuten zweimonatigen Pause zwang. Obwohl er sich davon erholte und 2003 den FA Cup verteidigte, folgten neue kleinere Probleme, die weitere Einsätze zum Ende der Saison verhinderten. In der Spielzeit 2003/04 stand Keown gar nur noch in drei Ligaspielen in der Startelf. Da er darüber hinaus noch sieben Mal eingewechselt wurde (häufig auf der rechten Flügelposition) und somit auf zehn Einsätze in der Premier League kam, genügte dies aber nach dem Gewinn der englischen Meisterschaft für den Erhalt einer offiziellen Medaille. Mit einem Abschiedsspiel gegen eine englische Auswahl verabschiedete ihn der Klub offiziell nach insgesamt 447 Pflichtspieleinsätzen.

#### Leicester & Reading (2004–2005)
Ablösefrei wechselte Keown im Juli 2004 zum Zweitligisten Leicester City. Dort wurde er zum ältesten Debütanten in der Vereinsgeschichte und obwohl er zunächst dauerhaft in der Abwehrmitte eingesetzt wurde, verließ er den Klub nach einem Trainerwechsel bereits Ende Januar 2005 wieder in Richtung des Ligakonkurrenten FC Reading. In Reading konnte er sich aufgrund von Verletzungen nur selten für die erste Mannschaft empfehlen und so beendete er seine aktive Profilaufbahn, um ab August 2005 beim Amateurverein erste Trainererfahrungen beim Amateurklub AFC Newbury zu sammeln.

### Englische Nationalmannschaft
Während seiner Zeit in Everton wurde Keown 1992 zum Nationalspieler und gab gegen Frankreich seinen Einstand. Aufgrund des verletzungsbedingten Ausfalls von Mark Wright wurde er in den Kader für die Europameisterschaft des gleichen Jahres in Schweden berufen und spielte in allen drei Begegnungen Englands.
Keowns schneller Aufstieg in der englischen Nationalmannschaft wurde unter Trainer Terry Venables unterbrochen, der ihn nicht in seine Planungen einbezog. Als das englische Team dann von Glenn Hoddle übernommen wurde, konnte Keown 1997 sein Comeback feiern und war im Kader für die WM 1998 in Frankreich, wo er aber nicht zum Einsatz kam. Er wurde anschließend unter Kevin Keegan zum Stammspieler (war zudem gegen Finnland erstmals Mannschaftskapitän) und absolvierte zwei von drei Spielen bei der EM 2000 in den Niederlanden und Belgien. Als dann Sven-Göran Eriksson das Traineramt übernahm, begann Keowns zunehmendes Alter immer häufiger gegen ihn zu sprechen. Dennoch war er erneut im Kader für die WM 2002 in Japan und Südkorea, wo er wie bereits vier Jahre zuvor nicht spielte. Insgesamt kam Keown auf 43 Länderspiele für die englische Nationalmannschaft und schoss dabei zwei Tore.

## Titel/Auszeichnungen
- Englische Meisterschaft (3): 1997/98, 2001/02, 2003/04
- Englischer Pokal (3): 1998, 2001/02, 2002/03
- Charity Shield (3): 1998, 1999, 2002
- Europapokalsieger der Pokalsieger (1): 1993/94